# Mathias Czoppelt
Mathias Czoppelt (Zsidve, ? – Bogács, 1736. április 30.) erdélyi szász evangélikus lelkész.

## Élete
1689–1691 között Wittenbergben tanult. 1693-ban tanár Medgyesen és a városi templom prédikátora. 1700-tól 36 éven át Bogácson szolgált lelkészként, ugyanitt 16 éven át dékán volt.

## Munkái
Disputatio theologica de Christianorum Cruce et Psalmo LXVIII. v. XX. Wittebergae, 1691.